# (522669) 2016 GX265
(522669) 2016 GX265 es un asteroide perteneciente al cinturón de asteroides, región del sistema solar que se encuentra entre las órbitas de Marte y Júpiter.
Fue descubierto el 11 de abril de 2016 por el equipo del telescopio Pan-STARRS desde el observatorio de Haleakala.

## Designación y nombre
Designado provisionalmente como 2016 GX265.

## Características orbitales
2016 GX265  está situado a una distancia media del Sol de 2,840 ua, pudiendo alejarse hasta 3,455 ua y acercarse hasta 2,226 ua. Su excentricidad es 0,216 y la inclinación orbital 14,435 grados. Emplea 1748,52 días en completar una órbita alrededor del Sol.
Los próximos acercamientos a la órbita de Júpiter ocurrirán el 31 de enero de 2119, el 16 de febrero de 2143 y el 9 de febrero de 2167.

## Características físicas
La magnitud absoluta de 2016 GX265 es 16,99.